# Saint-Pourçain-sur-Besbre
 Saint-Pourçain-sur-Besbre  es una población y comuna francesa, situada en la región de Auvernia, departamento de Allier, en el distrito de Moulins y cantón de Dompierre-sur-Besbre.

## Demografía
| 519 | 467 | 477 | 448 | 423 | 426 |
| Para los censos de 1962 a 1999 la población legal corresponde a la población sin duplicidades (Fuente: INSEE [Consultar]) |     |     |     |     |     |